# Ruby Baby
Ruby Baby est une chanson écrite par Jerry Leiber et Mike Stoller. Elle est initialement enregistrée le 19 septembre 1955 par The Drifters. Leur version sort en single en février 1956 chez Atlantic Records sous le numéro de catalogue 45 1089. Cette version originale culmine à la 10e place dans le classement R&B américain. 

## Autres versions
Singles de Dion
Love Came to Me
(1962) Sandy
(1963)
La chanson est également enregistrée par plusieurs artistes, dont : 
- Ronnie Hawkins. Enregistrée le 13 avril 1959, cette version paraît en août 1959 sur l'album Ronnie Hawkins chez Roulette Records sous le numéro de catalogue SR 25078[3].
- Dion. Cette reprise est enregistrée le 15 décembre 1962 et sortie en single en janvier 1963 par Columbia Records sous le numéro de catalogue 4 42662[4], lui procurant un succès mondial majeur. Elle atteint la 2e place du Billboard Hot 100 (derrière Hey Paula de Paul & Paula et Walk Like a Man des Four Seasons), et culmine également au no 5 du classement R&B[5]. La chanson est ensuite intégrée dans l'album Ruby Baby de Dion, publié en mars 1963[4].
- Bobby Darin. Sorti en juillet 1963 sur l'album 18 Yellow Roses & 11 Other Hits par Capitol Records sous le numéro de catalogue ST 1942[6].
- Tony Sheridan and The Beat Brothers. Cette version paraît en single en 1963, couplée à une reprise de What'd I Say de Ray Charles[7]. Effectués par d'autres musiciens, ces deux enregistrements sont utilisés pour étoffer l'album compilation allemand de 1964 The Beatles' First ! qui compilait les huit enregistrements effectués en 1961 et 1962 par le célèbre groupe britannique[n 1].
- Bobby Rydell - The top hits of 1963 sung by Bobby Rydell en décembre 1963.
- Le jeune chanteur espagnol Miguel Ríos enregistre une version sur son cinquième E.P. (1963).
- Del Shannon. Sorti en 1964 sur l'album Handy Man par Amy Records sous les numéros de catalogue 8003-M (mono) et 8003-S (stéréo)[8].
- The Beach Boys. Leur version est enregistrée lors des sessions de l'album Beach Boys' Party! en 1965. Elle paraît sur le coffret de 1993 Good Vibrations: Thirty Years of The Beach Boys. Il y a aussi une version enregistrée pour leur album « comeback » de 1976, 15 Big Ones, que l'on peut trouver sur divers bootlegs de cette époque.
- Mitch Ryder - Sings the Hits (1968).
- Gene Vincent. Album I'm Back and I'm Proud paru en décembre 1969 sur Dandelion Records.
- John Woolley and Just Born - Enregistrée en août 1969, cette version reste 13 semaines dans les hit-parades en Belgique en 1970.
- Ronnie Dove enregistre la chanson en 1969 pour Diamond Records. Il reste inédit jusqu'à sa sortie sur CD à la fin des années 1980.
- Billy "Crash" Craddock qui obtient un no 1 Country[9]. Cette version est incluse dans l'album Rub It In en 1974. Elle figure également sur son album live en 2009 Live -N- Kickin'.
- Le groupe canadien Wednesday obtient un hit au Canada avec une version rock en 1976.
- Le groupe australien Ol '55 sort une version en 1978 en tant que 4e single issu de leur 3e album studio Cruisin' for a Bruisin'. La chanson culmine au numéro 36 sur l'Australian Kent Music Report.
- Donald Fagen, du groupe Steely Dan, enregistre également une version sur son album solo de 1982, The Nightfly.
- Björk Guðmundsdóttir & Tríó Guðmundar Ingólfssonar sur l'album Gling-Gló en 1990.
- Le trio BWB interprète une reprise instrumentale de la chanson sur leur album Groovin' en 2002.
- Aaron Neville. Album My True Story, 22 janvier 2013, Blue Note Records.
- Donald "Buck Dharma" Roeser enregistre une version de la chanson intitulée Rudy disponible uniquement sur son coffret de CD Archive.
- La chanteuse coréenne BoA utilise des éléments de cette chanson dans son single Rock with You.

La chanson est interprétée en France par Richard Anthony et Dick Rivers.

## Publicité
Apple utilise la pochette du disque de Dion lors de sa campagne publicitaire pour la nouvelle couleur « Ruby » de sa révision du 19 juillet 2000 de l'iMac G3.

## Dans la culture populaire
- La chanson est incluse dans la revue musicale Smokey Joe's Cafe. Des parties instrumentales de la version de Donald Fagen de The Nightfly sont utilisées comme musique de fond pendant une scène de fête dans le film de comédie romantique Love Potion avec Sandra Bullock.